# Cité Paradis
Pour les articles homonymes, voir Paradis (homonymie).
La cité Paradis est une voie publique située dans le 10e arrondissement de Paris.

## Situation et accès
La cité Paradis est une voie publique située dans le 10e arrondissement de Paris. Elle est en forme de té, une branche débouche au 43, rue de Paradis, la deuxième au 57, rue d'Hauteville et la troisième en impasse.

Vues de la cité
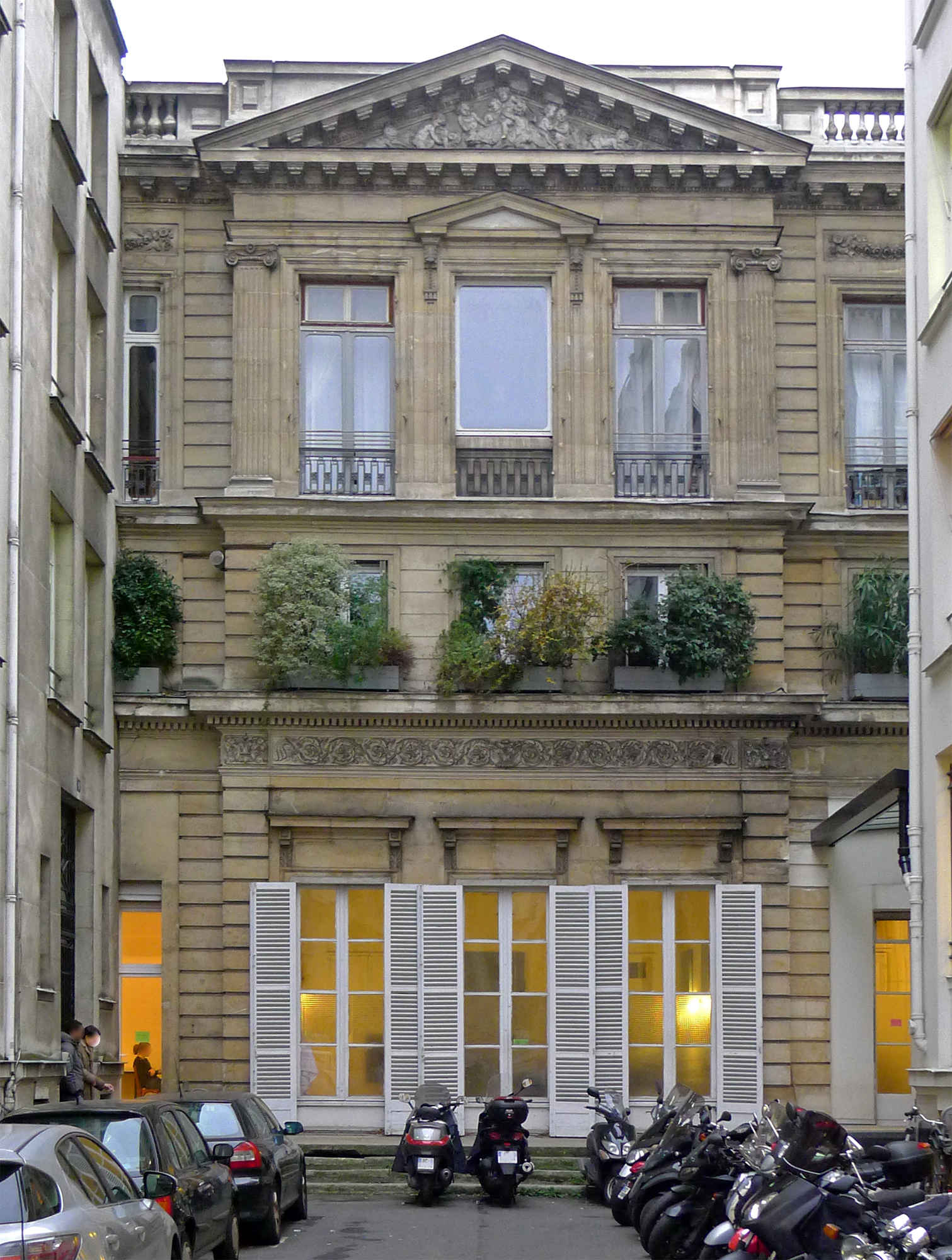
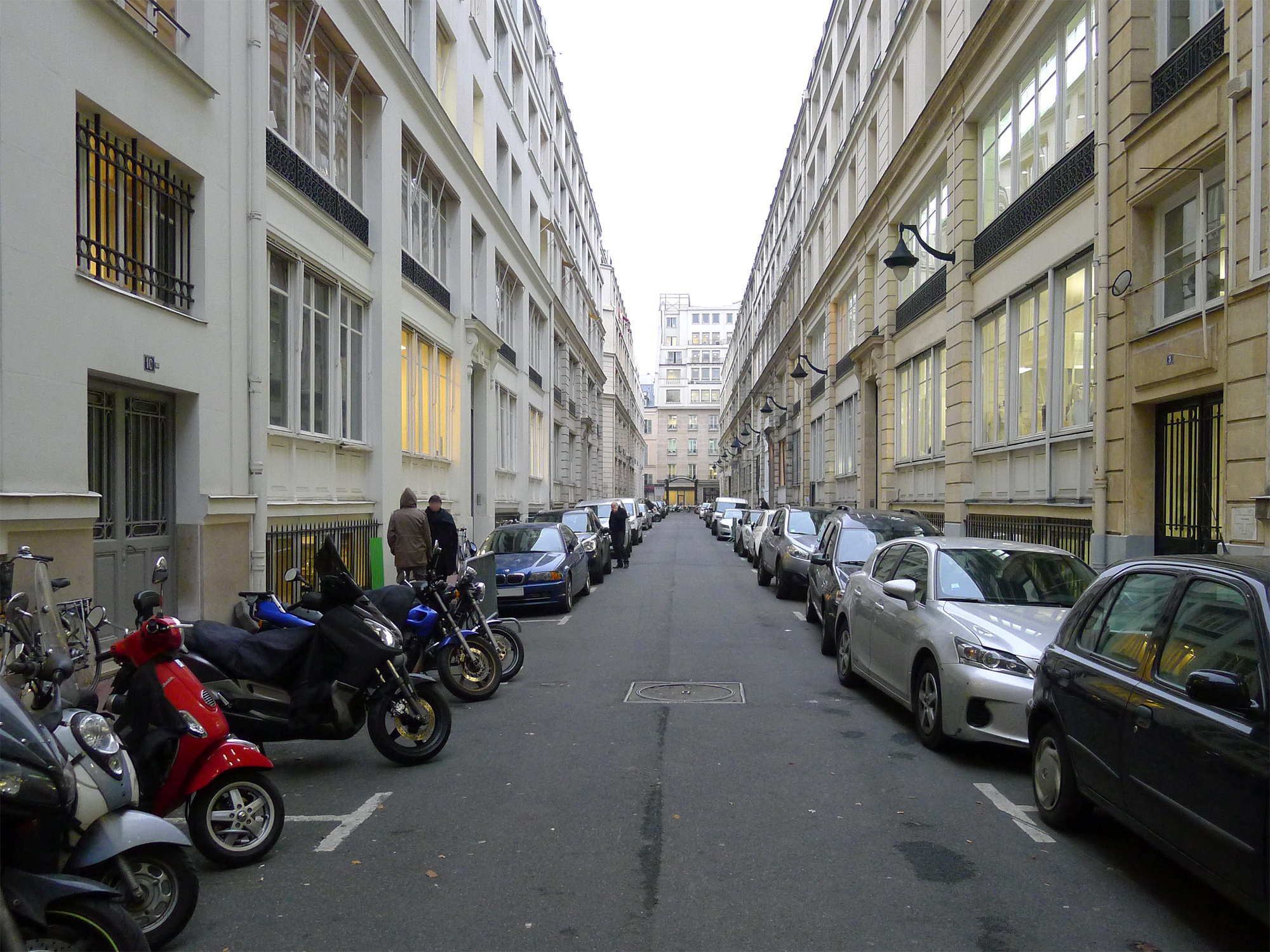

Ce site est desservi par les lignes 8 et 9 à la station de métro Bonne-Nouvelle et par la ligne 7 à la station Poissonnière.

## Origine du nom
Elle porte ce nom en raison de sa proximité avec la rue éponyme.

## Historique
La cité Paradis a été aménagée sur les anciens jardins de l'hôtel Titon dont la façade arrière est visible au fond de l'impasse.
La partie débouchant rue de Paradis a été ouverte en 1893 et celle débouchant rue d'Hauteville en 1906.